# Franz Nadorp
Franz Johann Heinrich Nadorp (1794-1876) (Anholt, Isselburg, 23 de maio de 1794 — Roma, 17 de setembro de 1876) foi pintor, aquafortista e escultor alemão. Viveu e trabalhou principalmente em Roma.